# Islamische Faili-Gruppierung im Irak
Die Islamische Faili-Gruppierung im Irak (englisch Islamic Fayli Gathering in Iraq) ist eine schiitische Partei im Südosten des Irak an der Grenze zur Islamischen Republik Iran. 
Die Partei vertritt die Interessen der Faili-Kurden, im Irak und im Iran beheimateter Kurden schiitischen Glaubens. 
Die Partei wurde im Iran gegründet und gilt neben der Irakischen islamischen Faili-Union als zweitgrößte Partei unter den Faili-Kurden, gegründet wurde die Partei von Muqdad al-Baghdadi. Die Partei schloss sich 2005 der Vereinigten Irakischen Allianz an.